# 阿岐奈安継
阿岐奈 安継（あきな の やすつぐ、生没年不詳）は、平安時代前期の官人。姓は臣。

## 経歴
貞観8年（866年）10月、正七位上讃岐国少目で、殺人事件の謬断により笞三十、贖銅三斤に処された。他の事績は不明。

## 官歴
『日本三代実録』による。
- 時期不詳：正七位上。讃岐国少目